# Geographie Israels
Die Geographie des Staates Israel ist die Beschreibung der physischen Beschaffenheit des Staatsgebietes des Landes Israel.

## Überblick
Der Staat Israel (hebräisch: Medinat Jisra'el) liegt in Vorderasien am Ostufer des Mittelmeers. Seine Südspitze grenzt an den Golf von Akaba des Roten Meeres. Israel hat vier Nachbarstaaten: im Norden den Libanon, im Nordosten Syrien, im Osten Jordanien und im Südwesten Ägypten. Das Staatsgebiet hat ohne die besetzten Gebiete eine Fläche von 22.380 km² und erstreckt sich von Süd nach Nord auf einer Länge von etwa 470 km.
Der Süden des Landes wird vom Negev eingenommen, einer etwa 12.000 km² großen Wüste, die sich bis zur Hafenstadt Eilat am Roten Meer erstreckt. Der Norden gliedert sich in drei Bereiche: Bergland, Jordangraben und Küstenebene. Das Bergland ist von Nord nach Süd in galiläisches, samaritisches und Judäisches Bergland unterteilt. 
Der fischreiche Süßwassersee See Genezareth hat eine Fläche von 166 km² und liegt mehr als 200 m unter dem Meeresspiegel. Er wird vom Jordan, der ins Tote Meer mündet, in nordsüdlicher Richtung durchflossen. Der Fluss bildet die Grenze zu Jordanien. Der westlich des Flusses gelegene Teil – das Westjordanland – ist seit 1967 durch Israel besetzt. Die Küstenebene hat ihren zentralen Teil in der fruchtbaren Scharon, die sich nach Süden hin auf etwa 40 km verbreitert. Ein östlich davon gelegenes Hügelland namens Schefelah leitet zum Judäischen Bergland über. Größte Stadt des Landes und Hauptstadt ist Jerusalem mit rund 933.200 Einwohnern.

## Fläche

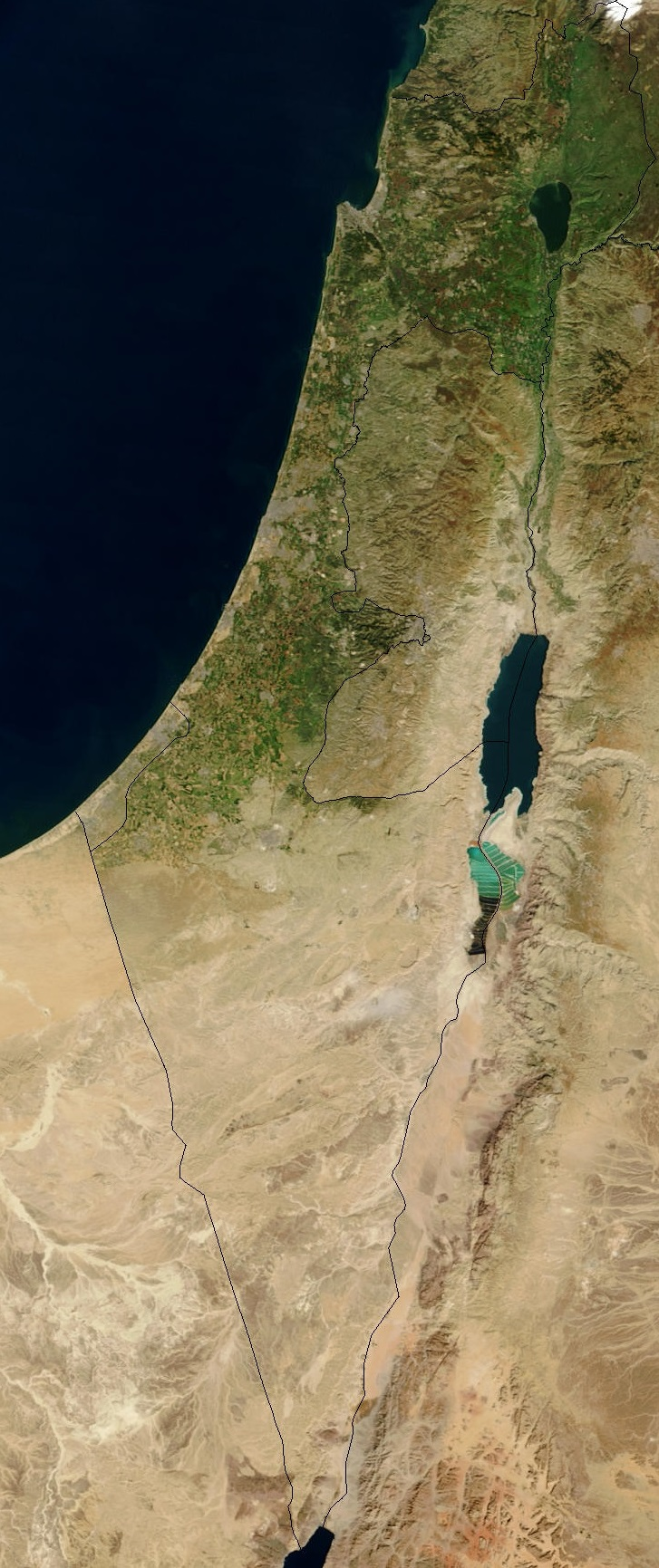
Satellitenbild Israels 2003

Israel umfasst (in den Waffenstillstandslinien von 1949, der so genannten „Grünen Linie“) eine Fläche von insgesamt 20.991 km². Durch das Jerusalemgesetz 1980 und die Annexion der Golanhöhen 1981 hat Israel aus israelischer Sicht eine Fläche von 22.380 km². Davon sind:
3 bis 6 % WaldSeit den 1950er Jahren hat man in Israel mit der Anpflanzung von Wäldern begonnen. Insgesamt wurden bis jetzt mehr als 240 Millionen Bäume gepflanzt. Heute sind etwa 3 % der Fläche Israels bewaldet. Andere Schätzungen gehen von bis zu 6 % aus.
20,1 % Äcker und FelderEtwa ein Fünftel des Landes wird aktuell als Ackerland oder Felder genutzt, besonders zum Anbau von Melonen, Tomaten, Gurken, Paprika, Erdbeeren, Kiwis, Mangos, Avocados und Zitrusfrüchten.
50 bis 60 % WüsteMehr als Hälfte des Landes ist von Wüsten bedeckt, wobei mit 12.000 km² die Negev-Wüste den überwiegenden Anteil ausmacht.
GebirgeNur ein kleiner Teil des Landes befindet sich in den Gebirgsregionen des Hebrongebirges sowie des galiläischen Gebirges und des Judäischen Berglandes.

## Grenzen
Israel besitzt eine Grenze zu insgesamt vier Staaten, dazu kommt noch die Grenze zu den umstrittenen Palästinensischen Autonomiegebieten. 
Es sind dies Grenzen zu:
- Ägypten mit 255 km,
- Jordanien mit 240 km,
- Syrien mit 80 km,
- dem Libanon mit ebenfalls 80 km
- sowie zum Gazastreifen und dem Westjordanland mit 50 km und 320 km.

## Küstenebene

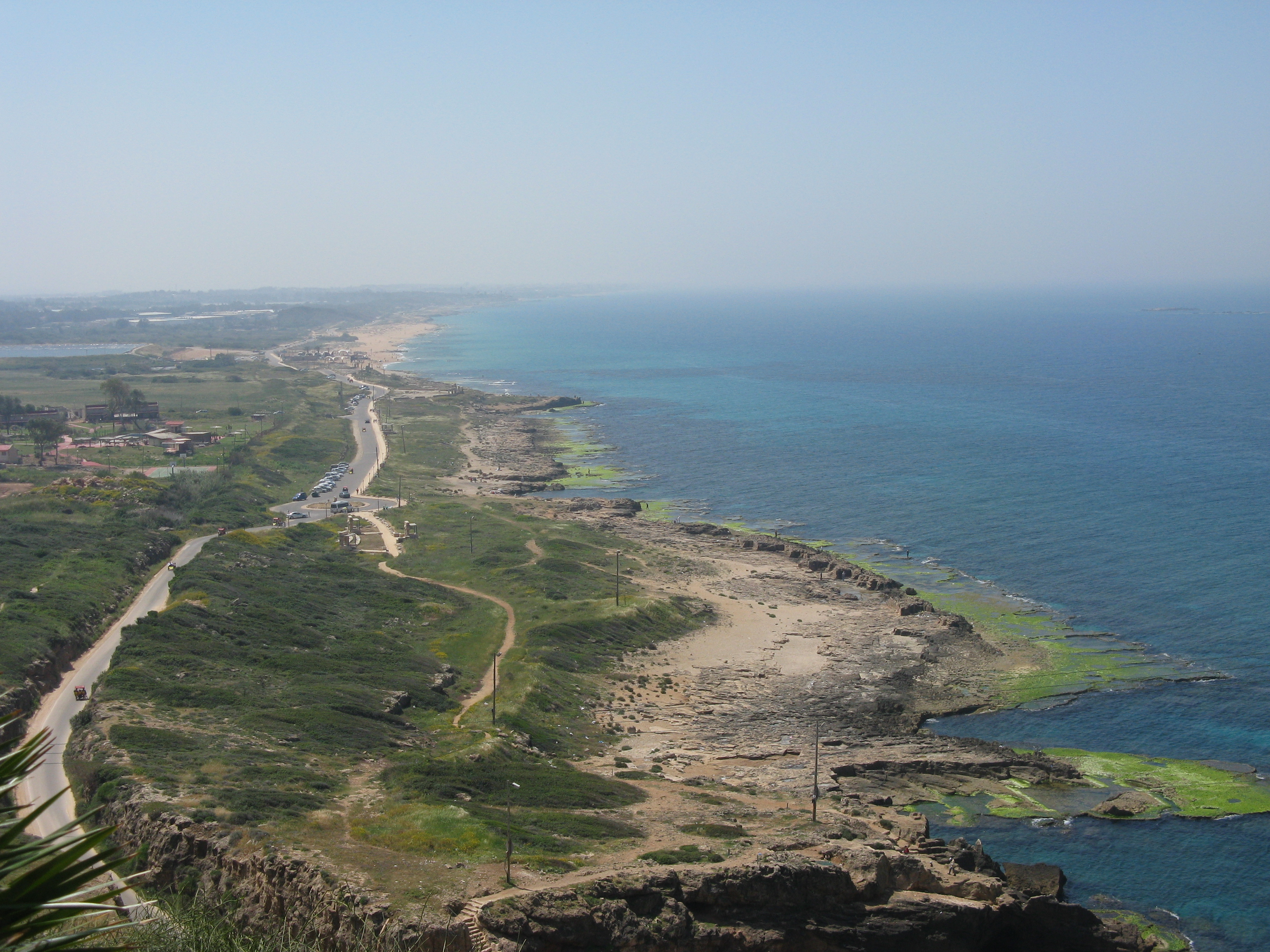
Nördliche Küste

Israel besitzt eine Küste zum Mittelmeer mit einer Länge von rund 275 km, darunter die Ebene Scharon, sowie eine Küste zum Roten Meer mit rund 15 km. Die einzige Stadt an dieser Küste ist Eilat, die südlichste Stadt Israels.

## Gebirge

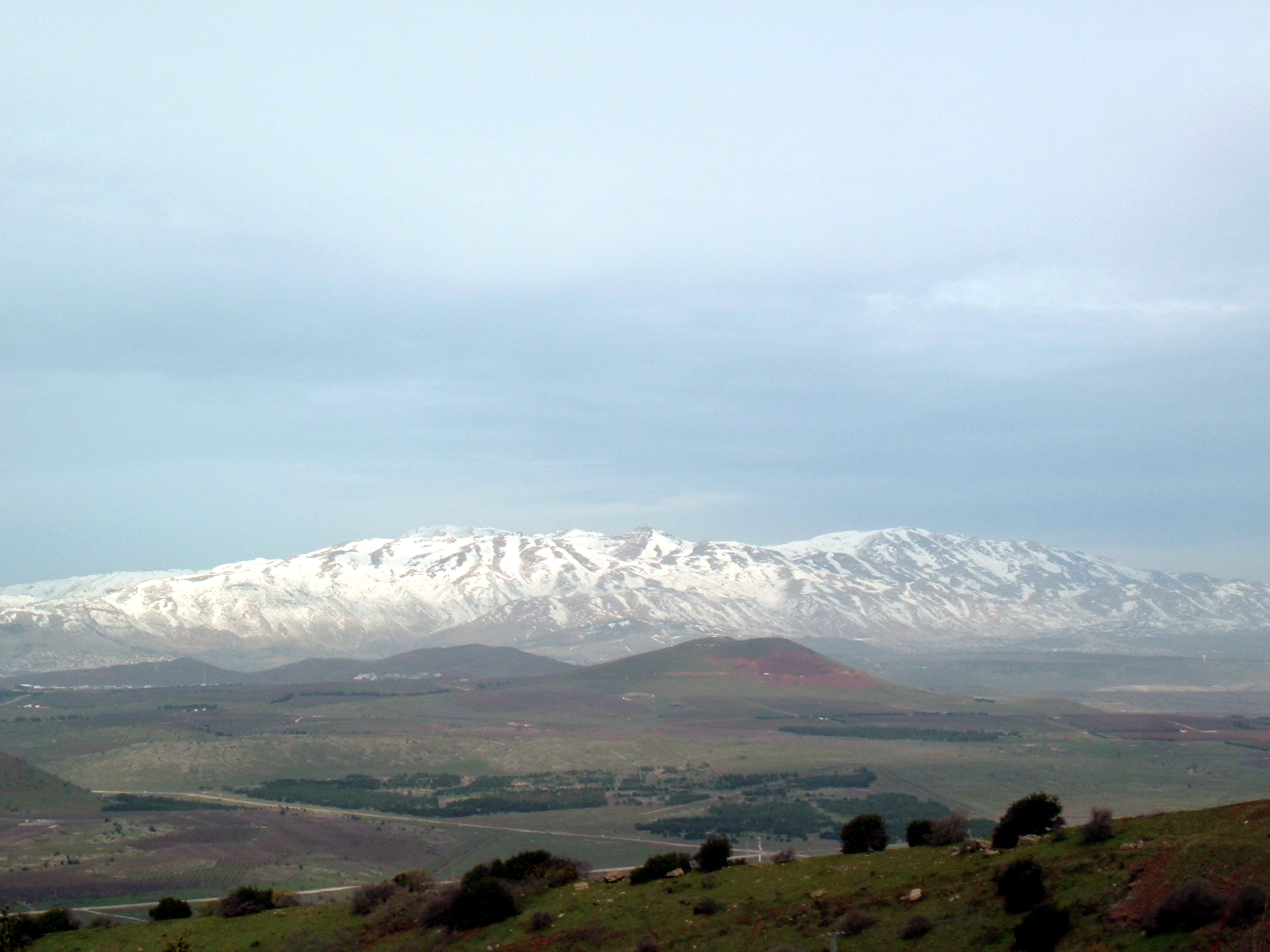
Berg Hermon

Israel ist ein eher flaches Land. Der höchste Berg ist der Hermon mit einer Höhe von 2814 m. Südlich des Gipfels befindet sich der mit einer Höhe von 2224 m höchste Punkt in den von Israel kontrollierten Gebieten.
Weitere Berge sind:
- Meron: 1208 m
- Avital: 1204 m
- Bental: 1171 m
- Bnei Rasan: 1072 m
- Ramon: 1035 m
- Skopus: 826 m
- Jerusalemer Ölberg: 809 m
- Tabor: 588 m
- Karmel: 546 m

## Gewässer

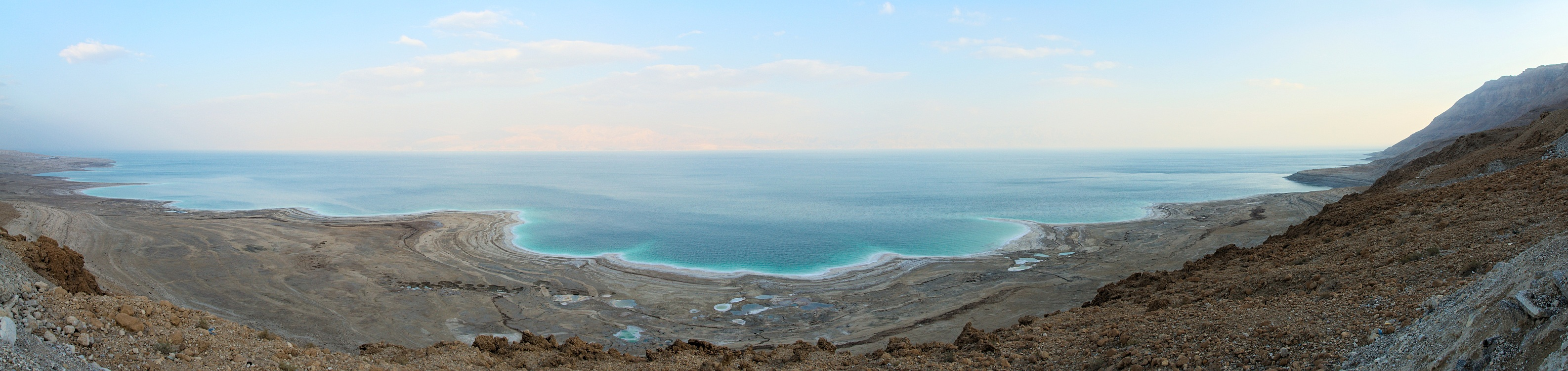
Blick auf das Tote Meer

Der 322 km lange Jordan ist der längste Fluss des Landes. Er besteht aus den drei Quellflüssen im Norden Israels: Dan, Hazbani und der Banyas-Quelle. Der Jordan erreicht, nachdem er die Chulaebene durchflossen hat, den 165 km² großen See Genezareth. Der See ist mit einem Volumen von 3 km³ Israels wichtigstes Wasserreservoir. Der Jordan tritt im Süden des Sees wieder aus und mündet in das abflusslose und sehr salzhaltige Tote Meer. Das 1020 km² große Tote Meer stellt mit −427 m den tiefsten Punkt der Erdoberfläche dar. Im Süden des Toten Meeres setzt sich der Grabenbruch in der Arava-Senke (Grenze zu Jordanien) zum Golf von Akaba fort. Der Kischon entwässert die fruchtbare Jesreelebene zwischen den galiläischen Bergen im Norden und den Bergen Gilboa und Karmel im Süden. Der Jarkon in der Ebene Scharon mit seinem Nebenfluss Ajalon, der aus der Schefelah kommt, mündet in Tel Aviv-Jaffa ins Mittelmeer.

## Höhlen
Unter dem Berg Sodom am Toten Meer befindet sich seit dem März 2019 die längste Salzhöhle der Welt. Das Areal wurde ursprünglich in den 1980er Jahren entdeckt. Israelische Forscher haben mit internationaler Unterstützung die 10 km lange Malhamhöhle neu vermessen. Salzhöhlen entstehen wenn Regenwasser in ein Salzvorkommen eindringen, das Salz auflöst und durch unterirdische Kanäle abtransportiert kann. Das ausgetrocknete Flussbett bleibt als Höhle zurück. Die sind geologisch betrachtet lebendig. Der Berg Sodom ist 11 km lang und sitzt 170 m unter dem Meeresspiegel am Südwest-Zipfel des Toten Meeres. Unter einer dünnen Steinschicht besteht der Berg vollständig aus Salz.

## Klima

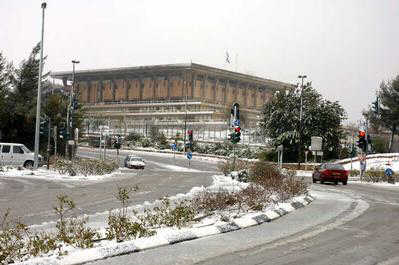
Schnee in Jerusalem

Israels Klima reicht von gemäßigt bis tropisch – mit reichlich Sonnenschein. Zwei charakteristische Jahreszeiten sind vorherrschend: die Regenzeit von November bis Mai und daran anschließend ein trockener sechsmonatiger Sommer. 
Israel lässt sich in vier Klimazonen einteilen. Das kleine Land am Knotenpunkt dreier Kontinente bietet somit Wetterextreme, die von gelegentlichen Schneefällen im Bergland bis zu extrem heißen Trockenwinden im Wüstengebiet reichen. Die Regenzeit von November bis Mai bringt dem Norden relativ viel Regen, der Süden hingegen bleibt fast das ganze Jahr über niederschlagsfrei.
Mittelmeerklima: Der Küstenstreifen bietet einen warmen und feuchten Sommer, im Winter regnet es meist reichlich. Die Küstenebene ist sehr fruchtbar und wird landwirtschaftlich genutzt. Für in- und ausländische Touristen ist das Mittelmeer ein attraktives Ferienziel.
Steppenklima: Im Sommer ist es hier meist trocken und warm. Im Winter wird es kalt, Schneefälle sind selten, aber nicht ungewöhnlich. Diese Zone ist sehr hügelig und reicht von den Golanhöhen mit dem 2800 m hohen Hermon bis zum Galiläischen Bergland und den Bergen von Judäa und Samaria. Es reicht vom See Genezareth über Jerusalem bis nördlich von Beʾer Scheva. Der Golan und der See Genezareth sind die wichtigsten Trinkwasserquellen des Landes. Sehr wichtig sind hier ausreichende Niederschläge während der Regenzeit.
Wüstenklima und extremes Wüstenklima: Am Toten Meer, in der Wüste Negev bis hinunter nach Eilat ist es das ganze Jahr über heiß. Während der nördliche Bereich im Winter angenehm abkühlt, bleibt der Süden und der Bereich direkt am Toten Meer ganzjährig heiß und trocken. Die Temperaturen erreichen teilweise 50 °C. Die Wüste Negev umfasst fast die Hälfte der Fläche Israels, doch nur 8 % der Bevölkerung wohnen hier. Es gibt hier viele trockene Flussbetten, sogenannte Wadis, die sich kurzzeitig in reißende Sturzbäche verwandeln können. Der Süden besteht aus nackten und schroffen Felsformationen und Kratern, wie dem Machtesch Ramon, sowie aus mit Geröll übersäten Hochebenen.
Israels mildes Klima zeichnet sich durch sehr viel Sonnenschein aus; Regen fällt nur in den Monaten November bis April. Der Jahresniederschlag beträgt 500 bis 750 mm im Norden und reduziert sich auf etwa 30 mm in den südlichen Wüstengebieten.

## Flora und Fauna
Die Lage Israels am Schnittpunkt dreier Kontinente spiegelt sich in der reichen Vielfalt seiner Pflanzen- und Tierwelt sowie in der verschiedenartigen Topographie und den unterschiedlichen klimatischen Bedingungen wider. Mehr als 500 Vogelarten, etwa 100 Arten von Säugetieren und 90 Arten von Reptilien sowie ca. 3000 Pflanzenarten, von denen über 150 ausschließlich in Israel beheimatet sind, findet man innerhalb der Grenzen des Landes. Es gibt rund 150 Naturschutzgebiete und 65 Nationalparks, die insgesamt 1000 km² umfassen, und mehrere Hundert weiterer Anlagen befinden sich im Planungsstadium.

## Inseln
Israel besitzt in seinen Hoheitsgewässern keine Inseln. Die israelische Regierung plant aber die Errichtung künstlicher Inseln im Mittelmeer und einer Insel-Stadt im Roten Meer. Diese Inseln sollten als Wohnraum, militärisches Gelände oder für Flughäfen genutzt werden.

## Bodenschätze
Israel ist bei fossilen Energieträgern (Rohöl, Erdgas, Kohle) von Importen abhängig. Im Land gibt es jedoch geringe Mengen von Erdöl, Phosphaten, Pottasche und Kaolin. Ob Israel Edelmetalle und Edelsteine als weitere Bodenschätze besitzt, ist unbekannt. Es werden aber große Goldvorkommen vermutet. Bei Erdgas hat ein Wandel bezüglich der Importabhängigkeit stattgefunden, seit vor der Mittelmeer-Küste vier Lagerstätten entdeckt wurden. Vom etwa 90 km vor Haifa liegenden Gasfeld „Tamar“ fördert Israel seit 2014 Erdgas, welches zur Weiterverarbeitung in die südisraelische Stadt Aschdod geleitet wird.